# Klaus Schmiegel
Klaus Schmiegel (* 28. Juni 1939 in Chemnitz) ist ein deutschamerikanischer Erfinder und Chemiker.

## Leben
Schmiegel studierte an der University of Michigan, am Dartmouth College und an der Stanford University Chemie. Nach seinem Studium war er von 1968 bis 1993 für das US-amerikanische Unternehmen Eli Lilly and Company tätig, wo er unter anderem mit Bryan B. Molloy zusammenarbeitete. Schmiegel entwickelte gemeinsam mit Molloy, David T. Wong und Ray W. Fuller den Arzneistoff Fluoxetin, der unter dem Handelsnamen Prozac vertrieben wird. Schmiegel wohnt in Indianapolis, Indiana.

## Preise und Auszeichnungen (Auswahl)
- National Inventors Hall of Fame, 1999
- American Innovator Award, 1999